# Haffouz
Haffouz (arabisch حفوز, DMG Ḥaffūz) ist eine Stadt in Tunesien. Sie liegt etwa 40 km westlich von Kairouan an der Landstraße 12 im Gouvernement Kairouan, im Zentrum des Landes. Im Jahr 2004 hatte der Munizip 8.225 Einwohner. Haffouz ist Hauptort einer Delegation mit 43.792 Einwohnern.
Der Ort liegt in etwa 300 m über dem Meeresspiegel und ist von Bergen umgeben. Nördlich der Stadt liegt der Djebel Ousselat und südlich der Djebel Trozza, die Teil der Dorsale sind. Haffouz ist ein Zentrum der Landwirtschaft, wobei vor allem Oliven und Mandeln geerntet werden. Das nötige Wasser kommt von Stausee El Haouareb, der vom Oued Merguellil gespeist wird. Die jährliche Niederschlagsmenge in der Region beträgt im Durchschnitt 300 mm, die jedoch ungleichmäßig fallen und meist zwischen 200 und 400 mm schwanken.
Während der Revolution in Tunesien 2010/2011 kam es in Haffouz zu gewalttätigen Auseinandersetzungen zwischen Demonstranten und Polizei.